# Emmanuel Pontremoli

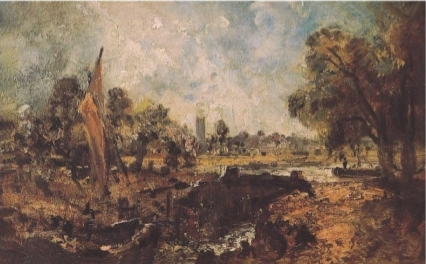
Dedham Lock, 1820 eseguito da John Constable posseduto da Emmanuel Pontremoli

Elisée Emmanuel Pontremoli (Nizza, 13 gennaio 1865 – Parigi, 22 luglio 1956) è stato un architetto francese di origine italiana.

## Biografia
Nacque a Nizza da Henriette Levy (ivi nata nel 1843 e morta nel 1899) e da Moise David Pontremoli (nato a Chieri nel 1828 e morto nel 1896), fratello del noto rabbino Esdra Pontremoli e del pittore ritrattista Raffaele Pontremoli nonché figlio di Eliseo Graziado Pontremoli. La famiglia si era trasferita a Nizza nel 1833 quando Eliseo venne nominato Gran Rabbino di Nizza.

Studiò presso il liceo di Nizza, divenne baccelliere in scienze, ma fu tentato dalla pittura e seguì i corsi della Scuola nazionale di arti decorative di Nizza, sua città natale, poi divenne allievo architetto nel 1883 presso la Scuola nazionale superiore di Belle Arti di Parigi nell''atelier di Louis-Jules André.
Nel 1890 ottenne il prix de Rome, fu poi borsista presso l'Accademia di Francia a Roma, Villa Medici, dal 1891 al 1896, ove divenne amico del pittore Adolphe Déchenaud (che lo ritrasse); effettuò numerose rilevazioni archeologiche e restauri di antichi monumenti.
Lavorò a Firenze, Ancona, Verona, Berlino e Pergamo. Nel 1896 e 1897 visitò la Grecia, frequentò il cantiere francese di Delfi e, nel 1895, pubblicò una serie di rilevazioni e vedute restaurate di Pergamo in Asia Minore, prima di partecipare nel 1896 a una missione di scavi sul sito del tempio di Apollo Filesio a Didima.
Nel 1898, lavorò con Maxime Collignon a Pergamo: essi pubblicarono Pergame, restauration et description des monuments de l'Acropole le cui tavole ottennero il Gran Premio di Architettura all'Esposizione di Parigi del 1900.
Rientrato a Parigi, fu aiutante di Gaston Redon al Museo del Louvre, partecipò all'allestimento della Galleria di Rubens e preparò per l'Esposizione universale i piani del Palais de la Femme.
Nel 1911, costruì su richiesta di Edmond de Rothschild la sinagoga di Boulogne-Billancourt (Hauts-de-Seine), in stile bizantino.
Fu dal 1919 professore alla Scuola nazionale superiore di Belle Arti di Parigi e dal 1932 al 1939 ne assunse la direzione.

### Famiglia

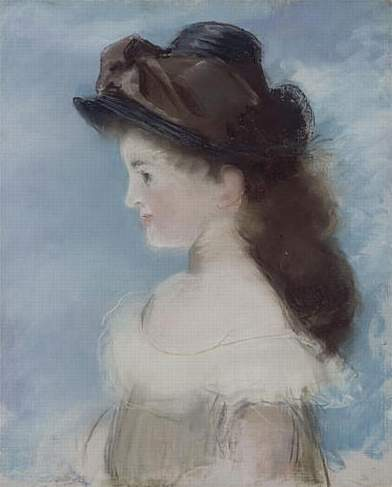
Ritratto della moglie Suzanne dipinto da Édouard Manet

Si sposò con Suzanne Hecht Pontremoli, figlia di Albert Hecht, uno dei più grandi collezionisti ed amici di Édouard Manet; dalla lei ebbe tre figli: Therese Mathilde, Jean Pontremoli e Michel Pontremoli. Quest'ultimi, occupati nell'attività partigiana, morirono nel 1944 per mano dei nazisti.

## Opere
Tra le opere più celibri vi è la villa Kerylos, villa in stile greco.

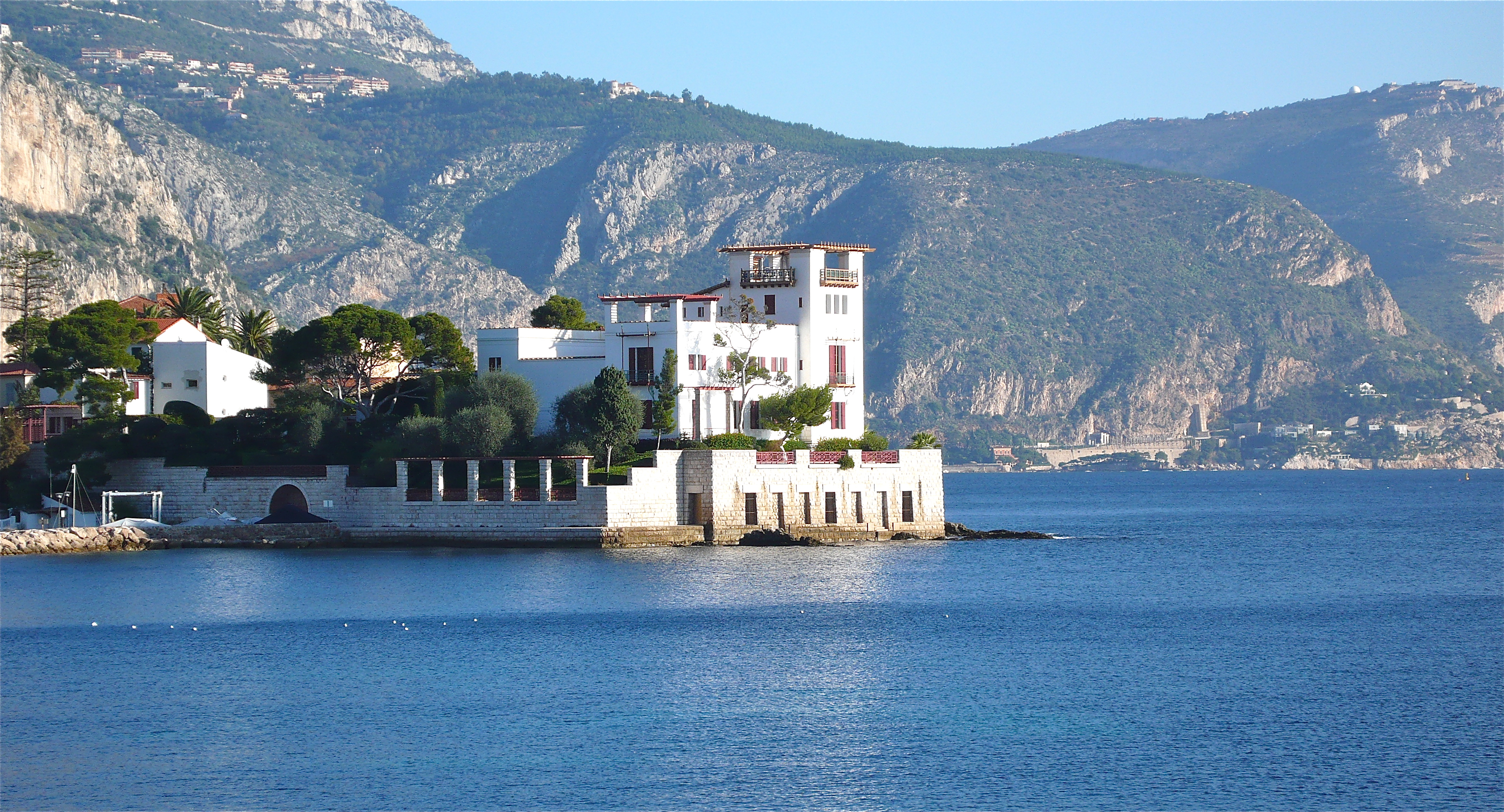
Villa Kerylos

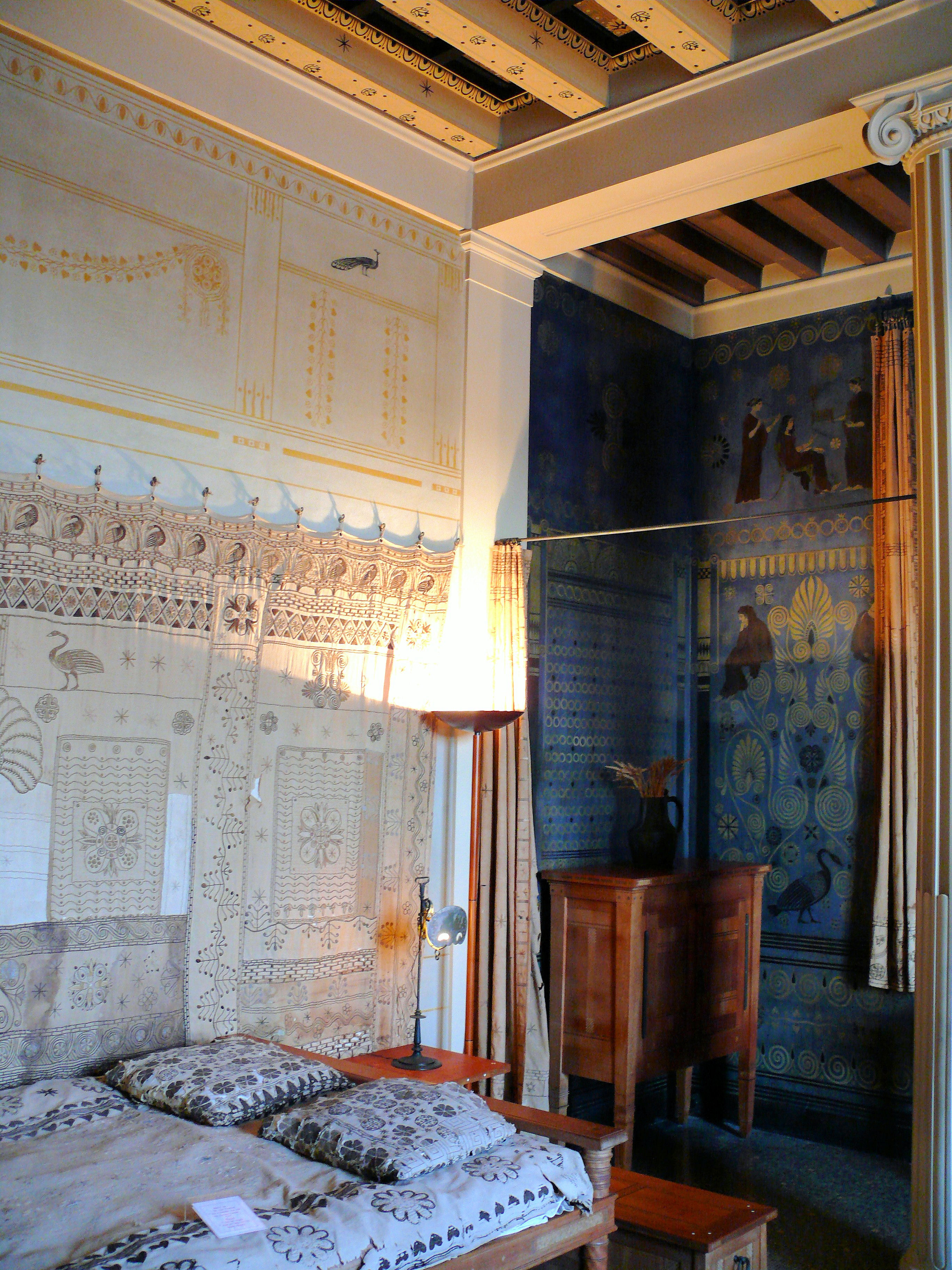
Interni della villa